# Adrien de Berghes
Adrien de Berghes of Adriaan van Bergen, heer van Olhain en Cohem, vaak genoemd Dolhain (ca. 1535 – Bergen, 27 juli 1572) was een Vlaams-Artesisch edelman die in 1569-1570 de eerste admiraal was van de Watergeuzen.

## Leven
Hij was een zoon van Pierre II de Berghes en Marie de Neufville, en een oudere broer van Louis de Berghes. Zij woonden op hun stamslot in het Vlaamse Sint-Winoksbergen. Dolhain was een lange, magere man, die, hoewel Franstalig, ook Nederlands sprak. Rond 1564 was hij vermoedelijk commandant van de vesting Philippeville. 
Hij bekende zich tot het calvinisme en was een van de eerste twaalf edellieden die het Eedverbond onderschreven in november 1565. Vanuit zijn hevige wens de Inquisitie afgeschaft te zien, reisde hij het land af. Begin december was hij bij Longastre in Atrecht en met Kerstmis bij Nicolaas van Hames in Leefdaal. Te Breda stelde hij mee het eerste Smeekschrift der Edelen op, dat op 5 april 1566 april in stoet aan landvoogdes Margaretha van Parma werd overhandigd, waar hij uiteraard bij was. In mei en juni 1566 steunde hij de calvinisten in Valenciennes en Doornik en woonde hij hagenpreken bij. Op 13 juli vergaderde hij met de verbonden edelen in Sint-Truiden en op 18 juli was hij in Duffel om de voorstellen van de landvoogdes te aanhoren.
Eind juli 1566 trouwde Dolhain in Béthune met Marie de Houchain, waardoor Longastre zijn schoonbroer werd. Hij organiseerde een groot huwelijksfeest met Nederlandse edelen van beide strekkingen en een plan om zijn zaak vooruit te helpen. Tijdens het feestmaal en het bal liet hij meermaals uit volle borst het Vive le Gueux! aanheffen, wat de katholieke aanwezigen in verlegenheid bracht en compromitteerde. De inwoners van Béthune ergerden zich en dwongen de feestvierders elders te gaan. Daarna bleef Dolhain grotendeels in zijn geboortestreek, hoewel hij op 5 december overleg pleegde met graaf Lodewijk van Nassau in Antwerpen. Hij hielp er de hervormden, wat hem op verbanning uit de stad kwam te staan. Vervolgens keerde hij terug naar zijn streek en begon hij zijn kasteel in Sint-Winoksbergen te versterken.
Eind 1567 vluchtte Dolhain naar Frankrijk, maar met Longastre bleef hij dicht bij de grens. Hij ging niet in op een vraag van Willem van Oranje om zes vendels te rekruteren. Tijdens Oranjes eerste invasie in de zomer van 1568 trachtte hij vergeefs West-Vlaanderen binnen te vallen. De Raad van Beroerten veroordeelde hem op 17 augustus 1568 bij verstek tot eeuwige verbanning en verbeurdverklaring van goederen. Vier dagen later was hij bij Oranje in Rommersdorf. De prins stuurde hem naar Engeland om daar een vloot uit te rusten met geld van de Nederlandse vluchtelingengemeente. Hij kreeg een aanbeveling bij Lord Cecil en een brief aan koningin Elizabeth. Op 30 oktober werd Dolhain ontvangen aan het hof in Londen. In februari 1569 boekte hij een eerste resultaat, maar de twee schepen die hij uitrustte om naar Emden varen, werden tijdelijk in beslag genomen door de regering. In de maanden daarna werkte hij verder aan zijn vloot. Oranje benoemde hem in augustus tot admiraal van wat bekend zou komen te staan als de Watergeuzen. 
Begin september 1569 liet Dolhain zijn vloot uitvaren uit Gillingham. De instructies om naar La Rochelle te gaan negerend, verenigde hij zijn vijf schepen met de vijf van vice-admiraal Lancelot van Brederode uit Emden. Met de andere vice-admiraal Willem van Hembyse zou Brederode feitelijk een belangrijkere rol spelen dan Dolhain, die geen zeeman was. Hij droeg steeds een groene soldatenpij met hangende mouwen en een baardje. Meer dan duizend watergeuzen zetten op zijn bevel koers naar het Vlie om de Hollandse Oostzeevloot te onderscheppen. Op enkele dagen tijd maakten ze een honderd prijzen, waaronder veel graanschepen. Voor de gevangen zeelieden werd een hoog losgeld gevraagd. Van 21 tot 28 september beroofden de Watergeuzen ook kerken en kastelen op Vlieland, Ameland en Texel (bv. de Sint-Magnuskerk van Hollum en het Camminghaslot). Het plan om Delfzijl te bezetten, werd verhinderd door het garnizoen van Caspar de Robles. Het kapen van koopvaarders ging ten koste van de Amsterdamse en internationale handelaars, maar ook van de gewone bevolking, die honger leed. De campagne kwam ten einde toen er ruzie ontstond tussen Dolhain en Brederode en de vloot uit elkaar viel. Dolhain voer met het grootste deel van de vloot weg naar Emden. 
De Duitse vorsten gaven Oranje de wind van voren omdat zijn vloot aan piraterij deed en geen onderscheid maakte tussen vriend en vijand. De prins verweet Dolhain dat hij tegen dit misbruik niets had ondernomen en grote schepen had verloren. Bovendien droeg hij te weinig af aan de oorlogskas van de prins. Met zijn broer Louis werd hij ontslagen. Hij werd op 10 augustus 1570 opgevolgd als admiraal door Lumbres, maar bleef doorgaan met het innen van losgeld. Voor hem ging het om een particuliere onderneming.
Na zijn ontslag ging Dolhain naar Keulen en Frankrijk. Tijdens Oranjes tweede invasie keerde hij terug naar de Nederlanden in het hugenotenleger van Genlis, dat werd vernietigd in de Slag bij Saint-Ghislain op 17 juli 1572. Dolhain was onder de krijgsgevangenen en werd in het kamp van de belegeraars van Bergen herkend. Hij ontfutselde de beschuldiger zijn jachtspies en viel zo woest aan dat men hem alleen kon overmeesteren door hem te doden.

## Voetnoten
1. 1 2 3  Gustaaf Asaert, 1585: de val van Antwerpen en de uittocht van Vlamingen en Brabanders, 2004, p. 212
2. ↑  J.P. Sigmond, Zeemacht in Holland en Zeeland in de zestiende eeuw, 2013, p. 135-136

- Biografisch Portaal: 12655522
- Digitale Bibliotheek voor de Nederlandse Letteren: dolh001